# Rekonstruktion (Sprachwissenschaft)
Rekonstruktion bedeutet in der Sprachwissenschaft, dass aus bekanntem Sprachmaterial unbekanntes erschlossen wird.
Namentlich werden aus in Einzelsprachen attestierten Wörtern ältere, etwa grundsprachliche, Wortformen erschlossen, die nicht belegt sind.
Rekonstruktion ist ein Hilfsmittel besonders der Historisch-Vergleichenden Sprachwissenschaft (siehe auch historische Linguistik und vergleichende Sprachwissenschaft).

## Gleichungen
Rekonstruktion setzt Beziehungsregeln (Gleichungen) voraus.
Dies soll an folgenden Beispielen erläutert werden.

### Gleichung 1
Im Beispiel für die erste Gleichung besteht das Sprachmaterial aus folgenden vier Wörtern:
- altindisch ásti
- altgriechisch ἐστί estí
- lateinisch est
- litauisch ẽsti

Diese Wörter haben die Bedeutung „ist“.
Die Bedeutungen dieser Wörter sind gleich und die Formen (also die lautliche Gestalt) sind sich sehr ähnlich.
Daraus schließt man, dass die Wörter verwandt sind und dass die Ähnlichkeit nicht zufällig ist.
Daraus wiederum schließt man, dass (zumindest hier) das altindische a dem griechischen und lateinischen e entspricht.

### Gleichung 2
In diesem Beispiel besteht das Sprachmaterial aus folgenden Wörtern:
- altindisch ájā-mi
- altgriechisch ἄγω ágō
- lateinisch agō

Diese Wörter haben die Bedeutung „ich treibe“.
Hier hat das altindische a die griechische und lateinische Entsprechung a.

### Gleichung 3
In diesem Beispiel besteht das Sprachmaterial aus folgenden Wörtern:
- altindisch aṣṭā́(u) (aṣṭā́(u) mit retroflexem -ṣṭ-)
- altgriechisch ὀκτώ oktṓ
- lateinisch octō
- litauisch aštuonì

Diese Wörter haben die Bedeutung „acht“.
Hier hat das altindische a die griechische und lateinische Entsprechung o.

### Zusammenfassung
Aus diesen drei Gleichungen können wir jetzt schließen, dass das altindische a im Altgriechischen und im Lateinischen die Entsprechungen a, e und o haben kann.

## Rekonstruktion
In diesem Beispiel soll gezeigt werden, wie mit Hilfe von Gleichungen (Entsprechungsregeln) ein Wort der indogermanischen Ursprache rekonstruiert wird.
Das Sprachmaterial ist hier:
- altindisch áviḥ
- altgriechisch ὄϊς óïs
- lateinisch ovis
- litauisch avìs

Diese Wörter haben die Bedeutung ‚Schaf‘.
Aus den drei Gleichungen oben kann man schließen, dass das altindische a in ávis mehreren Vokalen entsprechen kann, auch einem altgriechischen und lateinischen o.
Man weiß aus anderen Quellen, dass es im vorklassischen Altgriechisch und in bestimmten altgriechischen Dialekten einen [w]-Laut gab, der im klassischen Altgriechisch zwischen Vokalen verschwunden ist.
Dieser Laut wurde Ϝ geschrieben und Digamma genannt.
Es lässt sich also eine altgriechische Form *ὄϝις *ówis annehmen.
Aus diesen drei Gleichungen und ähnlichen lässt sich eine indogermanische Form *h₃ówis (aus älterem *h₃éwis) rekonstruieren.
Im klassischen Altgriechisch wäre dann der w-Laut verschwunden und im Altindischen wäre das o zu a geworden, und zwar nicht nur in diesem Wort, sondern auch in anderen Fällen.

## Innere Rekonstruktion
Die bisherigen Beispiele gründeten sich auf einem Vergleich verschiedener Sprachen (externe oder äußere Rekonstruktion). Zusätzlich gibt es ein weiteres Verfahren der Rekonstruktion, das ausschließlich auf belegten sprachlichen Einheiten derjenigen Sprache beruht, deren ältere, nicht belegte Zustände rekonstruiert werden sollen.

## Rekonstruierte Wörter und Sprachen
Erschlossene Wörter werden in der Regel mit einem Sternchen (*) gekennzeichnet: z. B. indogermanisch *h₃éwis ‚Schaf‘.
Rekonstruierte Sprachen haben häufig die Vorsilbe Ur- im Namen (im Englischen Proto-).
So ist das Urgermanische die nicht überlieferte, aber rekonstruierte Vorstufe von bekannten germanischen Sprachen, wie Althochdeutsch, Altenglisch oder Altnordisch.
Rekonstruktion wird mitunter auch zum Zweck der Wiederbelebung einer ausgestorbenen Sprache eingesetzt.